# پی جی دوزیار
پی جی دوزیار (انگلیسی: PJ Dozier؛ زادهٔ ۲۵ اکتبر ۱۹۹۶) بازیکن بسکتبال اهل ایالات متحده آمریکا است.
از باشگاه‌هایی که در آن بازی کرده‌است می‌توان به بوستون سلتیکس اشاره کرد.